# 保测变换
保测变换是一种特殊的可测变换，它除了保持集合的可测性外，还保持集合的测度不变。

## 形式定义
设f是从测度空间Ω1(Σ1, m1)到测度空间Ω2(Σ2, m2)的可测变换，Σi和mi分别是相应的可测空间和测度，则f称为从Ω1到Ω2的保测变换。若f满足：∀Ω2中的可测集S，有 m1(f-1(S)) =m2(S)。
若f是从Ω1到Ω2的保测变换，且f是双射。则f称为从Ω1到Ω2的同构。